# Kabeltester
Ein Kabeltester wird benutzt, um Kabel bzw. Verkabelungen zu prüfen. Einfache Tester testen lediglich Kabelzuordnung und galvanische Verbindung, hochwertige Kabeltester können auch Isolationswiderstand und Kanalkapazität, Wellenwiderstand messen.

## Nachrichtenübertragung

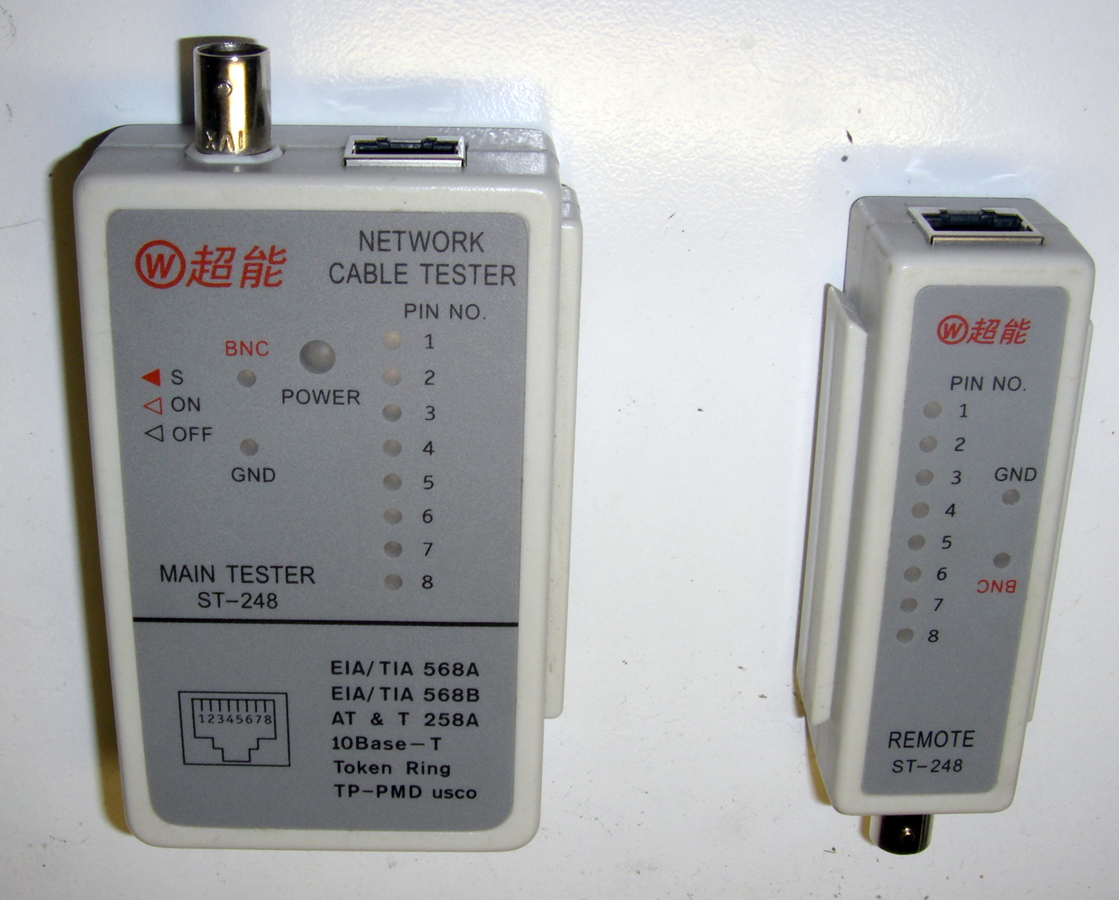
Einfacher Kabeltester für Netzwerkkabel

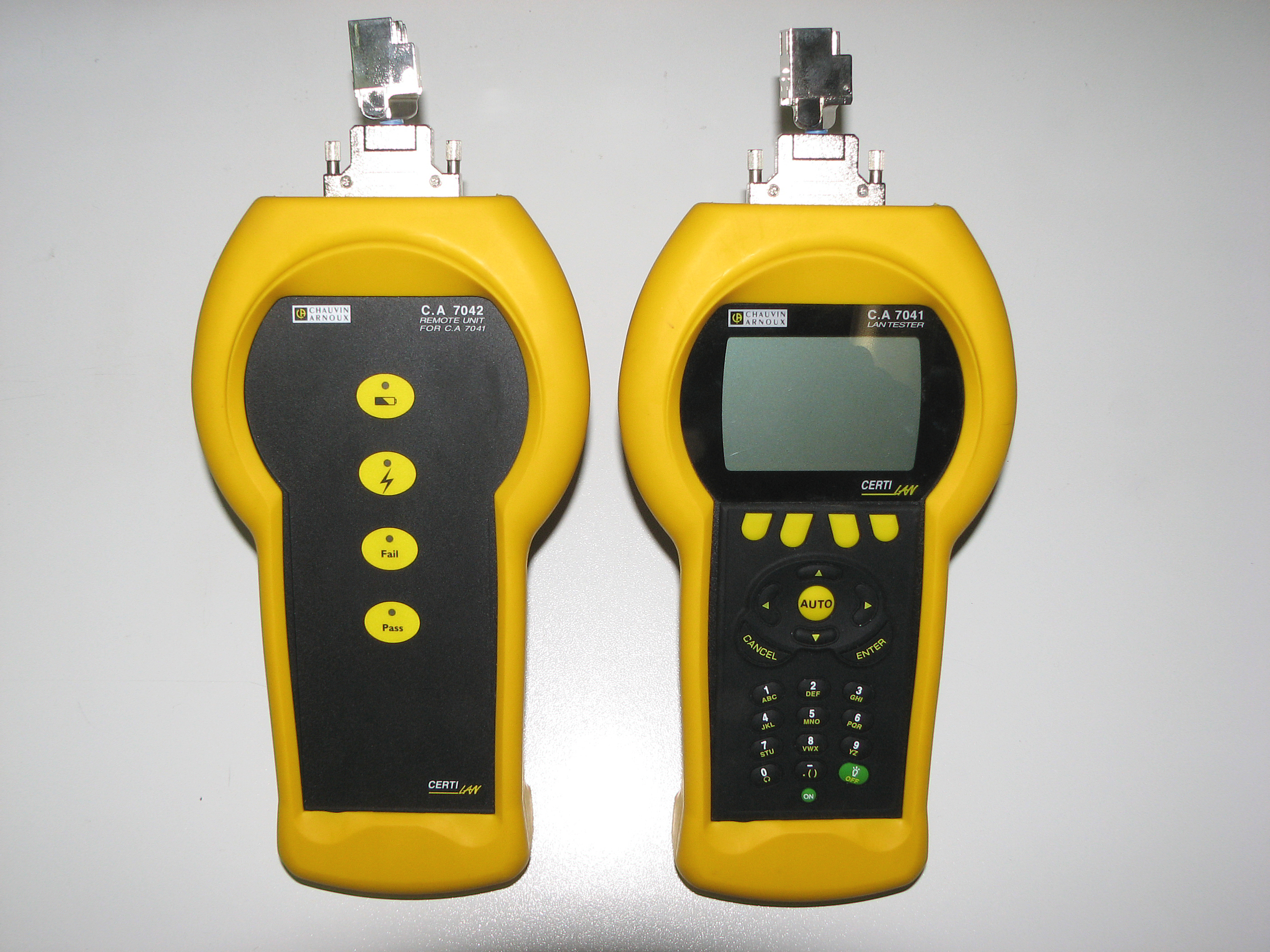
Kalbeltester und Kabelanalysegerät

Durch einen Kabeltester kann ebenfalls die Funktion von Leitungen der Nachrichtenübertragung kontrolliert werden (siehe Abbildung – Tester für Netzwerkleitungen). Hierbei kann beispielsweise überprüft werden, ob die einzelnen Leitungspaare untereinander elektrisch isoliert sind und ob über alle Leitungspaare eine Kommunikation mit ausreichenden Signalpegeln möglich ist. 
Weiterhin kann mit leistungsfähigen Testsystemen der Leitungswellenwiderstand der Datenleitungen überprüft werden. Sofern es sich um einen Leitungsschaden handelt, kann hierdurch ebenfalls die Kurzschlussstelle zwischen Einzelleitungen oder die Erdschlussstelle mittels Wechselstrommessung gemessen werden. Weiterhin können Leitungsquetschungen zur Beeinträchtigung der Datenübertragung über Nachrichtenleitungen führen. Der gleiche Fall liegt vor, wenn Nachrichtenleitungen mit einem zu kleinen Biegeradius verlegt werden. In diesem Fall ändert sich der Wellenwiderstand der Leitung, so dass es zu Dämpfung oder Reflexion des übertragenen Signals kommen kann. Diese Änderung des Wellenwiderstand kann mit einem Wellenwiderstandsmessgerät durchgeführt werden.

## Energieversorgung
Vor der Inbetriebnahme von elektrischen Leitungen zur Energieversorgung müssen diese überprüft und freigegeben werden. Betrachten wir beispielsweise eine Leitung mit fünf Einzeladern. Diese besitzt drei Außenleiter (L1, L2 und L3), Neutralleiter (N) und Schutzleiter (PE). Hierbei muss der elektrische Widerstand aller fünf Einzeladern mittels eines Widerstandsmessers überprüft werden. Darüber hinaus muss der Isolationswiderstand aller fünf Leiter untereinander durch eine Isolationsmessung überprüft werden. Damit sich ein einheitliches Rechtsdrehfeld ergibt, muss das Drehfeld der drei Außenleiter mittels einer Drehfeldmessung überprüft werden. Leitungstester bieten diese unterschiedlichen Messverfahren in einem einzelnen Messgerät an.
Darüber hinaus kann mit einem Kabeltester im Fehlerfall (z. B. Kurzschluss zwischen zwei oder mehreren Leitern, Erdschluss eines Leiters) die Fehlerstelle durch eine Messung des Widerstands (Gleichstrommessung oder Wechselstrommessung) eingegrenzt werden, damit die Leitung nicht komplett freigelegt werden muss.